# Esquama
Una escama, o esquama és una fulla modificada, reduïda, sovint molt coriàcia que compleix generalment funcions de protecció, especialment en el meristema de l'àpex. També s'aplica aquest terme a cadascuna de les peces que configuren les pinyes de les coníferes.